# 遞進階乘與遞降階乘
在数学中，階乘冪（英語：Factorial power）是基于自然數数列积的一种运算，分為遞進階乘（英語：Rising factorial）和遞降階乘（英語：Falling factorial），或稱上升階乘和下降階乘，

## 定义
遞進階乘与遞降階乘有多种书写方式。
由里奧·珀赫哈默尔引进的珀赫哈默尔符號（Pochhammer symbol）是常用的一种，分別為{\displaystyle \ x^{(n)}} 与 {\displaystyle \ (x)_{n}} 。
一种较为少见的写法将遞進階乘記作 {\displaystyle \ (x)_{n}^{+}} 。
葛立恒、高德纳与奧倫·帕塔什尼克在《具体数学》一书中，則引进符號 {\displaystyle x^{\overline {n}}} 与 {\displaystyle x^{\underline {n}}} 。

### 遞進階乘
在组合学和特殊函数理论中，遞進階乘用于表达上升自然數数列的积，定义为
{\displaystyle x^{\overline {n}}=x(x+1)(x+2)\cdots (x+n-1)={\frac {(x+n-1)!}{(x-1)!}}}

### 遞降階乘
在组合学中也常用遞降階乘：
{\displaystyle x^{\underline {n}}=x(x-1)(x-2)\cdots (x-n+1)={\frac {x!}{(x-n)!}}}
另外，值得一提的是遞降階乘实际上是排列 {\displaystyle P_{n}^{x}}，详见排列。

### 两者的关系
遞進階乘与遞降階乘，两者之间的关系为：
{\displaystyle x^{\overline {n}}=(x+n-1)^{\underline {n}}}
它們与阶乘的关系为：
{\displaystyle 1^{\overline {n}}=n^{\underline {n}}=n!}

## 擴展

### 零次幂
零次幂的遞進階乘与遞降階乘都定義為空積 1 :
{\displaystyle x^{\overline {0}}=x^{\underline {0}}=1} 。

### 实数
運用伽玛函数，階乘冪的定義域可以扩展到实数。
遞進階乘的定义變為
{\displaystyle x^{\overline {n}}={\frac {\Gamma (x+n)}{\Gamma (x)}}\quad x,x+n\neq 0,-1,-2,\cdots }
遞降階乘则为
{\displaystyle x^{\underline {n}}={\frac {\Gamma (x+1)}{\Gamma (x-n+1)}}\quad x,x+n\neq -1,-2,-3,\cdots }

## 特性
遞進階乘与遞降階乘都能以二项式系数形式表达：
{\displaystyle {\frac {x^{\overline {n}}}{n!}}={x+n-1 \choose n}}
{\displaystyle {\frac {x^{\underline {n}}}{n!}}={x \choose n}}
于是二项式系数适用的许多性质都适用于遞進階乘与遞降階乘。

显然，遞進階乘与遞降階乘作为 n 个连续整数的积，它定能被 n 整除，即
{\displaystyle n|x^{\overline {n}}} ；
{\displaystyle n|x^{\underline {n}}} 。

當 n=4 ，遞進階乘与遞降階乘必定能表达为一个完全平方数减1，即
{\displaystyle x^{\overline {4}}=k^{2}-1}；
{\displaystyle x^{\underline {4}}=k^{2}-1} 。

遞進階乘与遞降階乘遵从一个类似二项式定理的规则:
{\displaystyle (a+b)^{\overline {n}}=\sum _{r=0}^{n}{n \choose r}a^{\overline {n-r}}b^{\overline {r}}}
{\displaystyle (a+b)^{\underline {n}}=\sum _{r=0}^{n}{n \choose r}a^{\underline {n-r}}b^{\underline {r}}}
其中系数为二项式系数。

因为遞降階乘是多项式环的基础，我们可以将遞降階乘的积表示为遞降階乘的线性组合：
{\displaystyle x^{\underline {m}}x^{\underline {n}}=\sum _{k=0}^{m}{m \choose k}{n \choose k}k!\,x^{\underline {m+n-k}}}
等式右边的系数则为二项式系数。

## 一般化
階乘冪能一般化至任意函數和公差：
{\displaystyle [f(x)]^{k/h}=f(x)\cdot f(x+h)\cdot f(x+2h)\cdots f(x+(k-1)h)}
{\displaystyle [f(x)]^{k/-h}=f(x)\cdot f(x-h)\cdot f(x-2h)\cdots f(x-(k-1)h)}
使用這個記號，原來的遞進階乘与遞降階乘便記作 {\displaystyle [x]^{k/1}} 和 {\displaystyle [x]^{k/-1}} 。

## 与亚微积分的關係
差分方程里常使用遞降階乘。其应用与微积分学中的泰勒定理非常相似，不过将微分替换为对应的差分。只是在差分中，遞降階乘 {\displaystyle x^{\underline {k}}} 替代微分中的 {\displaystyle x^{k}} 例如：
{\displaystyle \Delta x^{\underline {k}}=kx^{\underline {k-1}}\,}
与
{\displaystyle {\frac {\partial }{\partial x}}{x^{k}}=kx^{k-1}\,}
这种相似性在数学中称为亚微积分。亚微积分涵盖如多项式的二项式型和谢费尔序列。

## 程序实现

### Mathematica
{\displaystyle {\text{Pochhammer}}[x,n]=x(x+1)(x+2)\cdots (x+n-1)={\frac {(x+n-1)!}{(x-1)!}}}